# Pyrriska kriget
Pyrriska kriget, på latin Bellum Tarentinum (Tarentiska kriget), var ett krig som utkämpades 280-275 f.Kr. mellan främst grekiska stater och den Romerska republiken. Pyrrhus, kung av Epirus, blev tillfrågad av innevånarna i den grekiska staden Tarentum i södra Italien att hjälpa dem i deras krig mot romarna.
Pyrrhus var en duglig fältherre som förde befälet över en stark armé som bland annat innehöll stridselefanter (något Romarna aldrig tidigare mött). Pyrrhus var i inledningen av kriget mycket framgångsrik mot de romerska legionerna, men hans segrar var dyrköpta. Plutarchos skriver att Pyrrhus efter Slaget vid Asculum sa; "En sådan seger till, och jag är förlorad." Han kunde slutligen inte få fram förstärkningar, varken från de grekiska stadsstaterna eller från sina allierade i Italien. Däremot kunde Romarna relativt enkelt ersätta sina stora förluster. Detta har lett till uttrycket Pyrrhusseger, vilken betyder en dyrköpt seger som i förlängningen leder till nederlag.
Efter att Pyrrhus armé blivit illa åtgången mot Romarna förflyttade Pyrrhus dem till Sicilien för ett krig mot Kartago. Efter flera år av kampanjer (278-275 f.Kr.), återvände han till Italien 275 f.Kr. där hans sista slag resulterade i en Romersk seger. Efter detta återvände Pyrrhus till Epirus, vilket avslutade kriget. 272 f.Kr. erövrade romarna slutligen Tarentum. 
Det Pyrriska kriget var den första gången som Rom konfronterade de professionella arméerna från den hellenistiska världen i östra Medelhavsområdet. Roms seger satte fokus på henne som en supermakt i vardande. Ptolemaios II Filadelfos, Farao av Egypten, skapade efter kriget diplomatiska relationer med Rom. Efter kriget skapade Rom sin hegemoni över den italienska halvön.